# Fabio Dixon
Fabio Nicolas Dixon (* 21. Juni 1999 in Zürich) ist ein Schweizer Fussballspieler.

## Karriere

### Verein
Dixon begann seine Laufbahn in der Jugend des FC Zürich. Zur Saison 2017/18 wurde er in das Kader der zweiten Mannschaft befördert. Bis Saisonende kam er zu 16 Partien für die Reserve in der drittklassigen Promotion League. In der folgenden Spielzeit absolvierte er 17 Ligaspiele für die zweite Mannschaft. Zudem gab er im November 2018 beim 3:3-Remis gegen Neuchâtel Xamax sein Debüt für die erste Mannschaft in der erstklassigen Super League, als er in der 60. Minute für Victor Pálsson eingewechselt wurde. Bis zum Ende der Saison bestritt er insgesamt drei Partien in der höchsten Schweizer Spielklasse. Im Sommer 2019 wechselte der Rechtsverteidiger zum FC Chiasso in die zweitklassige Challenge League. In seiner ersten Spielzeit bei den Südtessinern kam er zu 24 Ligaspielen. Der FC Chiasso beendete die Saison auf dem letzten Platz, musste allerdings COVID-bedingt nicht absteigen. In der folgenden Spielzeit 2020/21 absolvierte Dixon 23 Spiele in der zweiten Schweizer Liga und erzielte dabei ein Tor. Chiasso wurde erneut Tabellenletzter und stieg in die Promotion League ab. Daraufhin unterschrieb der Defensivspieler im Sommer 2021 einen Vertrag beim Neo-Ligakonkurrenten AC Bellinzona.

### Nationalmannschaft
Dixon bestritt zwischen 2016 und 2018 insgesamt vier Partien für die Schweizer U-18- und U-19-Nationalteams.